# 667 TCN
667 TCN là một năm trong lịch La Mã.